# Sopdu
Sopdu, Septu ali Sopedu je bil staroegipčanski bog neba in pokrajin ob vzhodni egipčanski meji. Sopdujeva žena je bila boginja Hensit.
Kot bog neba je bil povezan z bogom Sahom, poosebljenjem ozvezdja Orion, in boginjo Sopdet, ki je predstavljala zvezdo Sirij. Po zapisih v piramidnih besedilih je bil Hor-Sopdu, kombinacija Sopduja in velikega boga neba Hora, sin Ozirisa-Saha in Izide-Sopdet.
Kot bog vzhoda je bil zaščitnik egipčanskih obmejnih oporišč in predstraž in faraonov pomočnik za nadzor obmejnih regij, naseljenih s tujci. Naslavljali so ga z Gospodar vzhoda. Veliko kultno središče je imel v najvzhodnejšem nomu Spodnjega Egipta, imenovanem Per-Sopdu, kar pomeni Sopdujevo mesto. Svetišča je imel tudi v egipčanskih naseljih na Sinajskem polotoku, na primer v rudnikih turkiza v Serabit El Hadimu.
Sopdujevo ime je sestavljeno iz hieroglifov oster (koničast enakostraničen trikotnik) in obrazila za tretjo osebo množine  (prepelica). Dobeseden prevod njegovega imena bi se zato lahko glasil Ostri. Piramidna besedila omenjajo, da je bil tudi varuh zob bolnega faraona.
Upodabljali so ga kot sokola, sedečega na verskem praporu, pogosto z dvoperesno krono na glavi in cepcem na rami. V vlogi varuha meja je upodobljen kot bližnjevzhodni vojščak, opasan s šemšetom in sekiro ali kopjem v roki.